# Rigby
Rigby település az Amerikai Egyesült Államok Idaho államában, Jefferson megyében, melynek megyeszékhelye is. Lakosainak száma 5038 fő (2020. április 1.).

## Népesség
A település népességének változása:

| 2010 | 3 945 |
| 2020 | 5 038 |